# Future Games Show
Die Future Games Show (kurz: FGS) ist eine von GamesRadar+ veranstaltete, digitale Videospiel-Präsentation. In jeder Show werden Titel von verschiedenen Entwicklungsstudios und für verschiedene Plattformen vorgestellt. Ihr Debüt feierte die Show am 13. Juni 2020. Laut Aussage von Gamesradar ist das Ziel der Future Games Show, Zuschauern dabei zu helfen, in der Auswahl an Spielen etwas Neues zu entdecken. Um das zu erreichen, präsentiert man ihnen Gameplay-Clips, Entwicklungsvorgänge und Weltpremieren. Einige vorgestellte Titel können nach der Präsentation als kostenlose Demoversionen auf Steam angespielt werden. Die Moderation der Shows übernehmen oftmals bekannte Synchronsprecher aus bekannten Videospielen wie zum Beispiel The Last of Us Part II, Resident Evil Village oder The Witcher 3: Wild Hunt. Die Future Games Show konnte seit ihrem Debüt insgesamt über 150 Millionen Zuschauer erreichen.
Um an der Show teilzunehmen, müssen Entwickler lediglich ein Formular ausfüllen und einreichen. Werden sie von der Redaktion ausgewählt, können so auch kleinere Titel einem großen Publikum vorgestellt werden.

## Showcases
| Datum           | Titel                                            | Moderatoren                                              |
| --------------- | ------------------------------------------------ | -------------------------------------------------------- |
| 13. Juni 2020   | Future Games Show 2020                           | Nolan North, Emily Rose (Uncharted-Serie)                |
| 28. August 2020 | Future Games Show @Gamescom                      | David Hayter, Debi Mae West (Metal Gear Solid)           |
| 13. Juni 2021   | Future Games Show at E3 2021 Powered by WD_Black | Troy Baker, Laura Bailey (The Last of Us Part II)        |
| 26. August 2021 | Future Games Show at Gamescom Powered by AMD     | Maggie Robertson, Aaron LaPlante (Resident Evil Village) |
| 24. März 2022   | Future Games Show Spring Showcase                | Ashly Burch, John MacMillan (Horizon Zero Dawn)          |
| 11. Juni 2022   | Future Games Show Powered by Mana                | Doug Cockle, Denise Gough (The Witcher 3: Wild Hunt)     |
| 24. August 2022 | Future Games Show @Gamescom                      |                                                          |

### Future Games Show 2020
Die Future Games Show 2020 war eine einstündige Veranstaltung, die exklusive Spielenthüllungen, Trailer und Updates zeigte. Sie sollte einen Einblick in die Zukunft des Spielens geben.
Folgende Titel wurden auf dem Event angekündigt:
- Quantum Error: ein kosmischer Horror-FPS, der von TeamKill Media entwickelt wird.[3]
- Dustborn: ein handlungsbetontes Third-Person -Einzelspieler-Roadtrip-Action-Adventure über Hoffnung, Freundschaft, Liebe, Roboter – und die Macht der Sprache.[4]
- Ghostrunner: ein Hardcore-First-Person-Plattformer-Slasher in einer düsteren Cyberpunk-Welt.[5]
- Call of the Sea: ein Abenteuer-Puzzlespiel aus der Egoperspektive, das in den 1930er Jahren spielt und die Geschichte einer Frau erzählt, die der Expedition ihres vermissten Mannes auf der Spur ist.[6]
- Sherlock Holmes Chapter One: ein Action-Adventure-Mystery-Videospiel aus der von Frogwares entwickelten Sherlock-Holmes-Reihe.[7]
- CYGNI: All Guns Blazing: ein vertikal scrollender Shoot’em up mit filmischem Flair vom schottischen Entwickler KeelWorks.[8]
- Morbid: The Seven Acolytes: ein Horrorpunk-Action-RPG, welches zum Soulslike-Genre gehört und viele blutige Elemente besitzt.[9]
- Hotshot Racing: ein klassisches Arcade-Rennspiel mit Drift-Action und Retro-Grafik.[10]
- Cris Tales: ein JRPG, in welchem man die Zukunft verändern oder die Vergangenheit erkunden kann.[11]
- Liberated: ein Action-Abenteuer-Spiel in einer Cyberpunk-Welt aus einem handgezeichneten Comicbuch.[12]
- Neon Abyss: ein rasanter, Rogue-like-Action-Plattformer, in dem man sich als Mitglied des von Hades formierten Grim Squad deinen Weg ins Abyss freischießt.[13]
- Skater XL: ein Skateboarding-Simulator.[14]
- GTTOD: Get To The Orange Door: ein Action-Plattform-Shooter in einer von den 80er Jahren inspirierten retrofuturistischen Welt.[15]
- Waking: ein Action-Adventure, welches in den Träumen einer im Koma liegenden Person spielt.[16]
- Space Crew: eine Survival-Simulation und der Nachfolger von Bomber Crew.[17]
- Maid of Sker: ein First-Person-Survival-Horror-Spiel, welches in einem abgelegenen Hotel spielt und eine Geschichte der britischen Folklore erzählt.[18]
- Remnant: From the Ashes: ein Survival-Action-Spiel in Third-Person-Perspektive, das in einer postapokalyptischen Welt spielt, die von ungeheuerlichen Kreaturen heimgesucht wird.[19]
- The Captain is Dead: basiert auf dem gleichnamigen Brettspiel und spielt an Bord eines Sternenschiffes unter Feuer.[20]
- Main Assembly: In diesem Simulations-Spiel können sämtliche verschiedene Roboter vom Spieler entworfen, gebaut und getestet werden.
- Blankos Block Party: ein Open-World-Multiplayer-Spiel im Stil einer riesigen Blockparty mit Schwerpunkt auf individueller Kunst und Design, Bauen und Erkunden und Kuratieren einer Sammlung einzigartiger und seltener Blankos.[21]
- Last Oasis: ein nomadisches MMO mit Fokus aufs Überleben. Die Erde hat aufgehört, sich zu drehen. Die letzten menschlichen Überlebenden müssen der brennenden Sonne in einer riesigen Open-World-Spielwelt entkommen und Basen aufbauen.[22]
- Wasteland 3: ein postapokalyptisches Computer-Rollenspiel und der Nachfolger von Wasteland 2.
- Remothered: Broken Porcelain: ein Survival-Horror-Spiel.
- Werewolf: The Apocalypse — Heart of the Forest: ein Abenteuer-Rollenspiel, welches in der tiefsten Wildnis Mitteleuropas spielt.[23]
- Rogue Company: ein Free-to-Play-Multiplayer-Taktik-Third-Person-Helden-Shooter-Videospiel.
- Disintegration: ein Ego-Shooter, der auch Elemente aus dem Echtzeitstrategie-Genre enthält.
- Paradise Lost: ein Adventure, in dem Europa nach dem 2. Weltkrieg in Schutt und Asche liegt und man das Geheimnis einer unterirdischen Stadt, verborgen in einem verlassenen Nazi-Bunker, lüftet.
- Operation: Tango: ein Koop-Spionage-Abenteuer, bei dem man mithilfe eines Freundes in einer Hightech-Welt der nahen Zukunft gefährliche Missionen rund um den Globus zu absolviert.
- Kena: Bridge of Spirits: ein handlungsbetontes Action-Adventure, das Erkundung mit schnellen Kämpfen kombiniert. In der Rolle von Kena bauen sich Spieler nach und nach ihr Team aus sympathischen Geistergefährten auf. Dadurch entwickeln sie ihre Fähigkeiten weiter.
- Serial Cleaners: ein Einzelspieler-Stealth-Actionspiel im Verbrechermilieu, in dem man abwechselnd vier exzentrische Tatortreiniger der Mafia spielt, die in den 90er Jahren die blutigsten Jobs übernehmen.[24]

Kurzvorstellungen: Smite, Fall Guys: Ultimate Knockout, Carrion, Unbound: Worlds Apart, ANNO: Mutationem, Doggone, The Almost Gone, Inkulinati, Alaloth: Champions of The Four Kingdoms, Wave Break, Cloudpunk, Windjammers, Hammerting, Stagehands!, ArcheAge: Unchained

### Future Games Show @Gamescom 2020
Folgende Titel wurden auf dem Event gezeigt:
- Die by the Blade: Ein Nahkampfspiel, bei dem zwei Personen in 1-gegen-1-Kämpfen gegeneinander antreten.
- BPM: Bullets Per Minute: Ein Rhythmus-basierter Shooter.
- Quantum Error: Ein kosmischer Horror-FPS, der von TeamKill Media entwickelt wird.
- Lord of the Rings: Gollum: Der Spieler übernimmt die Kontrolle über Gollum, der mit seiner Identität zu kämpfen hat und Stealth, Parkour und Charme einsetzt, um in der düsteren Welt zu überleben.
- Song of Horror: Ein Horrorspiel mit einer dynamischen Spielerfahrung. Der Gegner ist eine als "Die Präsenz" bekannte, übernatürliche Entität, die sich an die Handlungen und Entscheidungen des Spielers anpasst. Das Spiel existierte bereits auf dem PC und bekommt nun eine Konsolenumsetzung.
- Love: Ein Puzzle-Abenteuerspiel, das in einem Wohnhaus voller menschlicher Geschichten spielt.
- Smallland: Ein Survival-Spiel, in dem man, ähnlich wie Grounded, auf die Größe einer Ameise schrumpft und ums Überleben kämpfen muss.
- Sable: Ein Open-World-Erkundungsspiel in einer futuristischen Wüstenwelt.
- Tenderfoot Tactics: Ein taktikbasiertes Rollenspiel, in dem man eine Bande von magiebemächtigten Kobolden spielt.
- Puyo Puyo Tetris 2: Ein Puzzlespiel und Mash-up aus Tetris und Puyo Puyo von Sega.
- Mafia: Definitive Edition: Ein 4K-Remaster des originalen Mafia. Es vervollständigt die Mafia Definitive Edition-Trilogie.
- The Survivalists: Es orientiert sich am Gameplay der beliebten Escapists-Serie und bringt es auf eine einsame Insel. Hier ist die Aufgabe nicht zu entkommen, sondern zu überleben.
- Lemnis Gate: Ein rundenbasierter Strategie-Egoshooter in einer Zeitschleife.
- Monster Harvest: Eine Farmsimulation, in der man neben Pflanzen auch Monster anbaut und diese im Kampf einsetzt.
- Gibbous: Ein Point-and-Click-Adventure, in welchem der Spieler 3 Rollen übernimmt, Gegenstände sammelt und Rätsel löst.
- Mini Motor Racing X: Ein Rennspiel, welches dich einwandfrei zwischen Top-Down- und Ego-Perspektive wechseln lässt.
- Crown Trick: Ein rogue-like Dungeon-Crawler mit Hunderten einzigartiger Waffen.
- Inkulinati: Ein bereits bekanntes Strategiespiel, welches handanimiert ist und mittelalterliche Manuskripte beinhaltet. Angekündigt wurde ein neuer Charakter: der Drache.
- Werewolf: The Apocalypse - Heart of the Forest: Ein Abenteuer-Rollenspiel, welches in der tiefsten Wildnis Mitteleuropas spielt und nun eine kostenlose Demo auf Steam bekommt.
- Chinatown Detective Agency: Ein Point-and-Click-Adventure aus dem Cyber-Noir-Genre, spielt im futuristischen Singapur und kombiniert reale Fakten mit In-Game-Rätseln.
- Deathground: Ein Action-Adventure, in dem es darum geht, mit dem eigenen Verstand und einer Vielzahl von High-Tech-Geräten hyperintelligente Dinosaurier zu vermeiden.
- Marvel’s Avengers: Über dieses Spiel ist zwar bereits viel bekannt gewesen, allerdings zeigte man in neuem Gameplay genauer, wie die Interaktion der einzelnen Charaktere funktioniert.
- Cris Tales: Ein JRPG, in welchem die Zukunft verändern oder die Vergangenheit erkunden kann. Dieses Spiel wurde bereits vorgestellt und erhielt lediglich einen neuen Trailer.
- Watch Dogs: Legion: Die mit Spannung erwartete Fortsetzung der Watch-Dogs-Reihe, die in einem futuristischen London spielt, in dem jeder NPC gespielt werden kann erhielt ebenso neues Gameplay-Material, dass eine Mission in Aktion, von der Rekrutierung bis zu den verschiedenen Missionspfaden, die den Spielern zur Verfügung stehen, zeigt.
- Epic Chef: In diesem Spiel dreht sich alles darum, der beste Koch zu sein. Das einzige Problem ist, dass man sich auf einer einsamen Insel, umgeben von vielen „besten Köchen“, befindet.
- Assassin’s Creed Valhalla: Es erregt mit einer Entwickler-Komplettlösung der Mythen und Fabeln des Spiels erneut die Aufmerksamkeit der Spieler.
- Medieval Dynasty: In diesem Spiel geht es darum, sich nach und nach sein eigenes Dorf aufzubauen, zu überleben und die täglichen Aufgaben im Dorf zu erledigen, um auch den kältesten Wintern zu trotzen.
- Morbid: The Seven Acolytes: Ein neuer Gameplay-Trailer des Horrorpunk-RPGs zeigt Waffen, Überlebensfähigkeiten und den Akt, im Spiel bei Verstand zu bleiben.
- Operation: Tango: Ein Koop-Spionage-Abenteuer, bei dem man mithilfe eines Freundes in einer Hightech-Welt der nahen Zukunft gefährliche Missionen rund um den Globus zu absolviert. Hierzu wurde neues Gameplay gezeigt.
- Crash Bandicoot 4: It's About Time: Ein Plattformer und der Nachfolger von Crash Bandicoot 3, welches 1998 erschien. Es erhielt ebenso neues Gameplay-Material.
- You Can Pet the Dog VR: Ein Spiel mit virtuellen Hunden.
- Rune 2: Es war ungewiss, wie es um dieses Spiel nach einigen Strapazen während der Entwicklung steht. Jetzt ist dieses Wikinger-ARPG mit neuen Updates und einem Teaser auf das, was kommen wird, zurück.
- Serious Sam 4: Der Nachfolger von Serious Sam 3, indem man in einem Kampfroboter seine Feinde bekämpft.
- Sherlock Holmes: Chapter One: Ein Action-Adventure-Mystery-Videospiel aus der von Frogwares entwickelten Sherlock-Holmes-Reihe. Zu diesem Spiel wurden neue Informationen preisgegeben.
- Call of the Sea: Ein Abenteuer-Puzzlespiel aus der Egoperspektive, das in den 1930er Jahren spielt und die Geschichte einer Frau erzählt, die der Expedition ihres vermissten Mannes auf der Spur ist. Auch zu diesem Spiel gab es neue Informationen.
- In Sound Mind: Ein psychedelisches Survival-Horror-Spiel, das dem Spieler eine Waffe an die Hand gibt und ihn damit beauftragt, in einer ziemlich feindlichen Umgebung voller Rätsel und Geheimnisse zu überleben. Das Spiel erhielt einen neuen Trailer.
- Second Extinction: Ein actiongeladener Shooter, in dem man gegen Dinosaurier ankämpft.
- Sam and Max: This Time It's Virtual!: Das Comeback von Sam and Max als VR-Point-and-Click-Abenteuerspiel, in dem es ums Überleben geht.
- Bright Memory Infinite: Das Spiel erhält brandneues Gameplay-Material, das einen Bosskampf zeigt und einmal mehr unterstreicht, wie unglaublich dieses Spiel von einem Ein-Mann-Entwickler ist.

"Ones to watch": Game Dev Tycoon, Gone Viral, Mars Horizon, Balsa Model Flight Simulator, Carto, Ring of Pain, Hark, ikenfell, Going Medieval, Rip Them Off, Shattered, Olija, ScourgeBringer, Disc Room, Struggling